# Swingfly

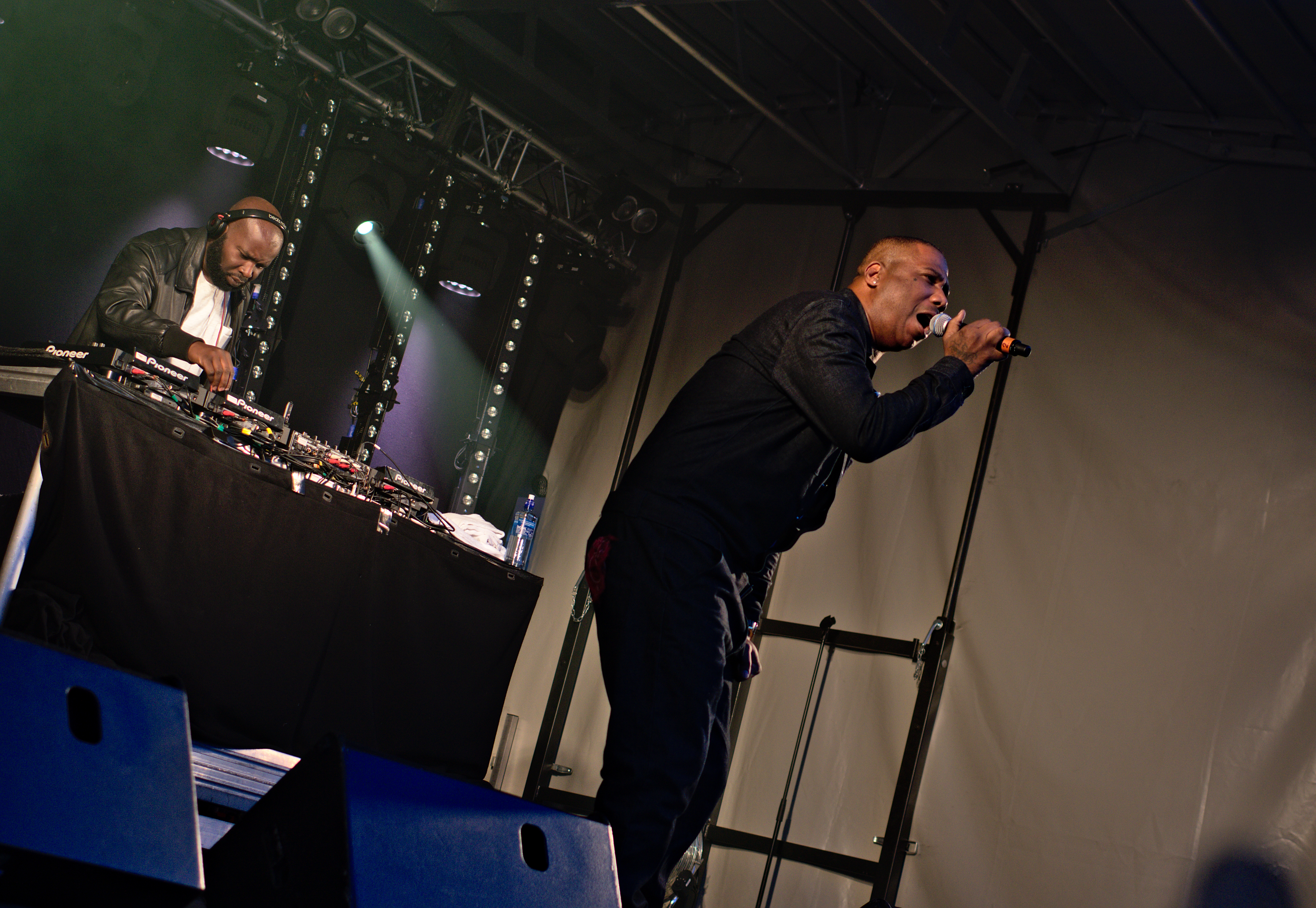
Swingfly under en konsert.

Richard Silva II, mer känd under artistnamnet Swingfly (tidigare även Richie Pasta eller endast Swing), född 17 september 1969 i New York, är en amerikansk-svensk rappare som växte upp i USA och bodde på Trinidad och Tobago och i Panama innan han hamnade i Sverige och Stockholm.

## Karriären
Rapkarriären kom igång på allvar i början av 90-talet då han kom i kontakt med Ayo, Christian Falk och Gordon Cyrus. Efter detta arbetade han en hel del med olika svenska artister och var även delaktig i gruppen Blacknuss. Han har också vid ett flertal tillfällen samarbetat med Dr. Alban.
Sitt stora genombrott fick Swingfly 2004 då han sjöng/rappade låten "Hey Boy" tillsammans med Teddybears STHLM. År 2006 kom singeln "Something's Got Me Started", som också den blev en hit. Sommaren 2008 spelades hans "Singing That Melody" med Beatrice Hammerman i refrängen, flitigt på radio och låg högt på allehanda listor. 2009 kom singeln "Touch and Go" även med Beatrice Hammerman, som blev en hit den också. 2009 släppte han albumet God Bless the IRS. 
Swingfly medverkade tillsammans med Christoffer Hiding och Beatrice Hammerman i Melodifestivalen 2011 med låten "Me and My Drum" i den första deltävlingen i Luleå. Låten gick direkt vidare till finalen i Globen den 12 mars tillsammans med Danny Saucedo och hans bidrag "In the Club". Placeringen i finalen blev en femteplats. Kort därefter släpptes Swingflys andra album; "Awesomeness: An Introduction To Swingfly" som innehåller bl.a. "Me and My Drum" och nästa singel "Little Did I Know" tillsammans med Pauline och återigen sin gamla kollega Christoffer.
Han tävlade i Melodifestivalen i den tredje deltävlingen den 20 februari 2016 i Norrköping med Helena Gutarra och låten "You Carved Your Name" men de gick inte vidare.
Swingfly omsjöngs våren 2023 i Junior Brielles singel "Robert Johnson" vilket ledde till viss uppståndelse i svensk media. Gabriel Röhdin, sångare i Junior Brielle, berättar i texten om hur han blev uppringd av rapparen under Storsjöyran 2015 och på förfrågan lånade ut tusen kronor. I gengäld skulle Swingfly spela upp gruppens demo för producenten Jocke Åhlund. Rapparen skall ha sagt: "Listen man, send me your songs, him and me we're close, you'll get out of there. I'll make time for you baby!", enligt låtens första vers. Dock har Röhdin inte hört något från varken Swingfly eller Åhlund sedan dess. 

## Privatliv
Swingfly har en son. 

## Diskografi

### Album
- 2009 – God Bless the IRS
- 2011 – Awesomeness - An Introduction to Swingfly